# Albert C. Barnes
Albert Coombs Barnes (Filadelfia, 2 de enero de 1872-Phoenixville, 24 de julio de 1951) fue un coleccionista de arte y químico estadounidense. Con la fortuna obtenida de la elaboración de la solución antiséptica Argyrol, creó la Barnes Foundation, una institución educativa basada en su colosal colección privada de arte. Está sustancialmente conformada por pinturas de impresionistas, posimpresionistas y maestros modernistas, que Barnes adquirió a precios moderados antes de su auge en las subastas. El conjunto incluye así mismo pinturas antiguas, muebles, arte africano y objetos de diseño. Su sede original se construyó cerca de Filadelfia, en el suburbio residencial de Lower Merion, y en 2012 (tras gran controversia e incumpliendo las voluntades del señor Barnes) las colecciones se trasladaron a un nuevo edificio en una céntrica avenida de la ciudad.
Barnes era considerado como una figura excéntrica o atípica en la alta sociedad estadounidense, pues sentía una pasión por educar a los más desfavorecidos, fomentando su acceso al arte frente al elitismo predominante en los museos de la época. Había creado una relación especial con la Universidad de Lincoln, una escuela históricamente volcada en la población negra cuando aún predominaba el racismo, y dio a la Universidad un fuerte papel en la administración de su fundación. De hecho, la Universidad de Lincoln tenía la potestad de seleccionar a los candidatos para cuatro de los cinco asientos que originalmente conformaban el fideicomiso o junta gestora de la fundación.

## Primeros años de vida
Albert Coombs Barnes nació en Filadelfia, en una familia de clase trabajadora; su padre era carnicero. Lógicamente no pertenecía a la alta sociedad de Filadelfia, hacia la cual mantuvo un claro rechazo incluso cuando ya era un acaudalado empresario y coleccionista. En el futuro tomó medidas tan opuestas a la elite local que muchos interpretaron que quería vengar los desaires sufridos por el clasismo.
Asistió a la académica pública Central High School en Filadelfia. Luego financió su propia educación en química en la Universidad de Pensilvania y en Alemania.

## Carrera
En 1899, con la colaboración de un estudiante alemán llamado Hermann Hille, Barnes desarrolló una leve solución de nitrato de plata como antiséptico, comercializada como Argyrol. Utilizado en el tratamiento de la gonorrea y como preventivo de la ceguera por gonorrea en recién nacidos, Argyrol obtuvo un inmediato éxito financiero. Barnes compró la parte de su compañero y se convirtió en millonario a la edad de 35 años, poco después del cambio de siglo. Y con acierto, vendió su empresa antes del crack de la Bolsa de 1929 y de que la llegada de otros antibióticos dejasen obsoleto su producto.

## Recopilación de arte
Desde 1910, cuando estaba a punto de cumplir cuarenta años, Barnes empezó a dedicarse al estudio y búsqueda de arte. Uno de sus antiguos compañeros de la escuela secundaria, encargó al pintor William Glackens, comprar varias pinturas francesas "modernas" para él. Glackens regresó de París con las 20 pinturas que formaron el núcleo de la colección de Barnes.
En 1912, durante una estancia en París, Barnes fue invitado a la casa de Gertrude y Leo Stein, donde conoció a artistas como Henri Matisse y Pablo Picasso. En la década de 1920, el marchante de arte Paul Guillaume le presentó a la obra de Amedeo Modigliani, Giorgio de Chirico y Chaim Soutine, entre otros. Con dinero, un excelente ojo y aprovechándose de las malas condiciones económicas durante la Gran Depresión, Barnes pudo adquirir mucho arte importante a precios de ocasión. Su primer Picasso, por ejemplo, fue comprado por menos de cien dólares.
Sin embargo, sus gustos artísticos eran demasiado audaces para la época, ya que la alta sociedad de Filadelfia era más conservadora. Además Barnes era conocido por su oposición a la disciplina de Historia del Arte, que según él "ahoga la libre expresión y apreciación del arte". Fue un crítico franco y controvertido de la educación pública y del modelo de museo entonces vigente. Creó su Fundación para permitir a los visitantes tener un enfoque directo, incluso "práctico" de la colección. La creó, dijo, no para los historiadores del arte, sino para los estudiantes.
En 1923 una exposición pública de la Colección Barnes demostró que era demasiado vanguardista para el gusto de la mayoría de la gente del momento. Los críticos y periódicos como The Philadelphia Inquirer ridiculizaron los cuadros, provocando el prolongado y sabido rechazo de Barnes hacia los expertos y museos generalmente reconocidos. La alta sociedad local, encabezada por el magnate y coleccionista Walter Annenberg (director del Inquirer) tenía gustos artísticos más tradicionales.
Barnes tuvo su colección colgada de acuerdo con sus propias ideas sobre cómo mostrar relaciones entre pinturas y objetos; por ejemplo, las pinturas fueron colocadas cerca de muebles y de bisagras medievales, del Renacimiento, etc. Las piezas eran identificadas de forma mínima en sus cartelas, sin ningún comentario curatorial tradicional, para que los espectadores pudieran acercarse sin mediación.
Los intereses filantrópicos de Barnes incluyen lo que pasó a llamarse el renacimiento de Harlem, y siguió a sus artistas y escritores. En marzo de 1925 Barnes escribió el ensayo "Arte Negro y América", que fue editado por Alain Locke. Explicó su admiración por lo que podría llamarse "alma negra". En la década de 1940 Barnes conoció a Horace Mann Bond, el primer presidente negro de la Universidad de Lincoln, una escuela históricamente negra en el Condado de Chester, Pensilvania. Estableció una amistad con él que le llevó a acoger a estudiantes de Lincoln a la colección. También veló por su voluntad de que funcionarios de la Universidad tuvieran un papel prominente después de su muerte en la gestión de su colección. Estas decisiones eran sumamente polémicas en la época, por no decir escandalosas, ya que el racismo era todavía predominante en la alta sociedad de Filadelfia, a la cual (por su poder económico y aficiones) Barnes debía pertenecer, pero de la cual se mantenía alejado.
Barnes limitó el acceso a la colección y requirió a los visitantes reservar cita por carta. No quería salas abarrotadas por turistas, sino una contemplación más pausada y sincera de las obras. A veces, ilustres solicitantes que querían acudir recibieron cartas de rechazo "firmadas" por el perro de Barnes. En un famoso caso, Barnes negó el ingreso al escritor James A. Michener, quien ganó el acceso a la colección sólo haciéndose pasar por un trabajador siderúrgico analfabeto.
No fue sino hasta 1951, tras la muerte del señor Barnes en accidente de automóvil, que la colección abrió al público regularmente dos días a la semana. Ese horario fue ampliado ligeramente en 1967, y aunque Barnes no tuvo descendientes ni herederos directos, durante tres décadas la fundación mantuvo una férrea gestión gracias a que la presidió una ayudante del mecenas: Violette de Mazia. Hasta principios de la década de 1990 era extremadamente limitado el acceso a la colección, y la fundación se mantenía tan ajena al circuito turístico y museístico que restringía las fotografías en color de muchas obras, por lo que sólo se podían ver en persona.

## Conflictos
A partir de la década de 1980 el arte impresionista y moderno experimentó una colosal inflación de precios, mayormente por el auge de las subastas, lo cual unido a la progresiva escasez de pinturas de calidad similar, hicieron que la Colección Barnes fuese vista como un apetecible objetivo por diversos museos y fundaciones. Se decía que debido a las restricciones de público, la colección tenía dificultades para recaudar suficiente dinero para renovar sus instalaciones e incluso para pagar los gastos de funcionamiento ordinarios. Sin embargo, los defensores de la voluntad de Barnes argumentaron que la Fundación sí contaba con suficiente capital, cuyas rentas anuales podían cubrir buena parte de los gastos, y denunciaron que se engañaba a la opinión pública. A juicio de estos detractores, el objetivo real de muchas autoridades de Filadelfia era violar o eludir las rígidas condiciones testamentarias del coleccionista Barnes para disponer libremente de sus cuadros. Incluso se planteó la venta de algunos para costear la reforma de su sede, si bien ello fue impedido por la encendida reacción de diversos expertos y museos. Sí se decidió, en contra de los deseos de Barnes, enviar 80 obras en una gira de exposiciones de tres años, lo que permitiría recaudar dinero para las renovaciones. Las pinturas y otras obras atrajeron a grandes multitudes en París, Tokio y otras ciudades. Finalmente cuando los cuadros regresaron, hicieron una última parada en el Museo de Arte de Filadelfia, institución que Barnes detestaba porque había sido favorecida por Annenberg y otros magnates que le criticaban.
Debido a estas restricciones, muchas personas nunca vieron obras que formaban parte de la "conversación" de artistas y de la historia. Por ejemplo, el crítico Hilton Kramer escribió de Le bonheur de vivre de Matisse: "debido a su largo secuestro en la colección de la Fundación Barnes, que nunca se permite su reproducción en color, es la menos conocida de las obras maestras modernas. Sin embargo esta pintura fue la respuesta de Matisse a la hostilidad que se había reunido con su trabajo en el Salón de Otoño de 1905."
La Fundación Barnes se vio envuelta en polémicas durante años. Después de diversas disputas judiciales, el contenido de la galería se trasladó en 2012 de Lower Merion a un nuevo edificio situado en el centro de Filadelfia, en la Avenida Benjamin Franklin. A fin de conciliar el flujo turístico con los deseos educacionales del señor Barnes, la Fundación afirmó que mantendría su sede primitiva para seguir formando a los jóvenes, labor que también se desarrollará en su nueva sede, la cual sumará pupitres y demás equipamientos necesarios.

## Colección Barnes

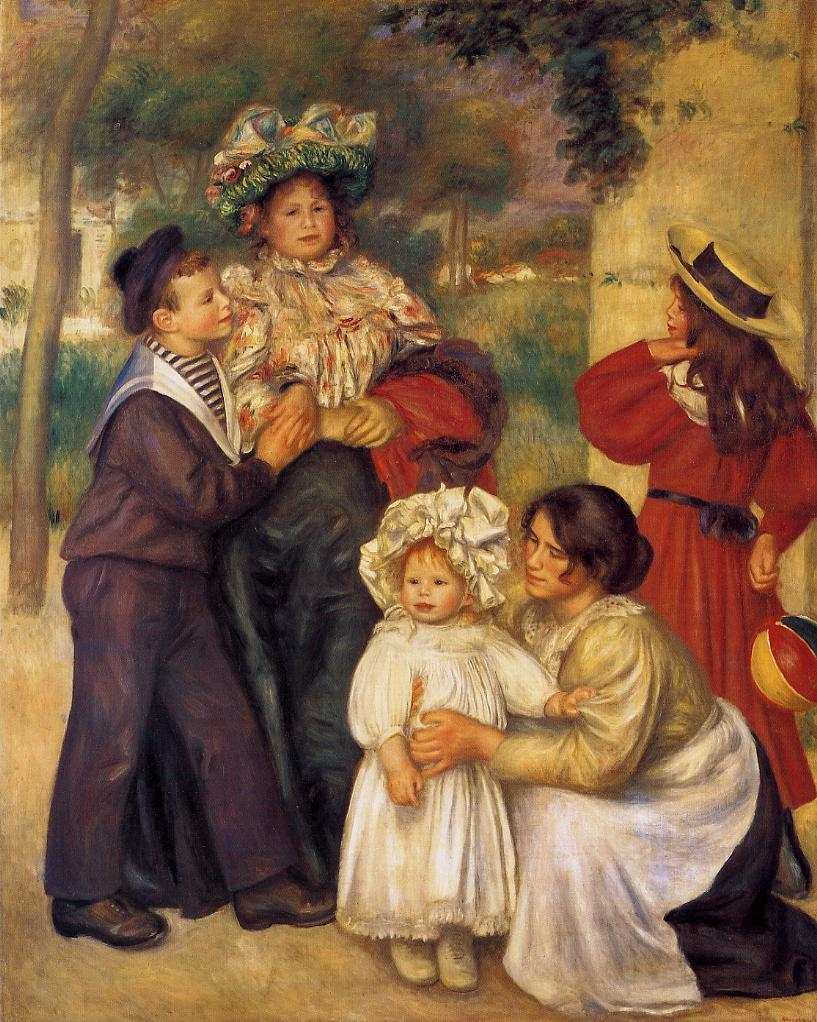
Pierre Auguste Renoir: La familia del artista
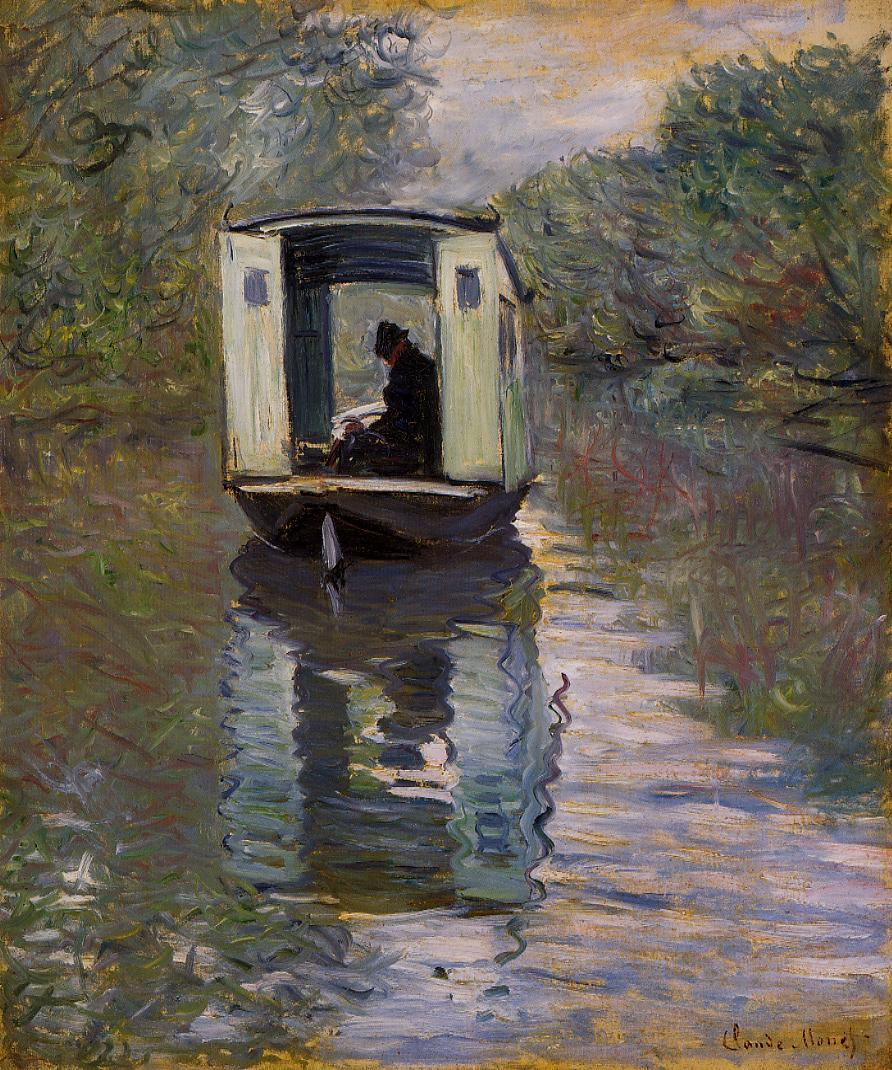
Claude Monet: El barco taller
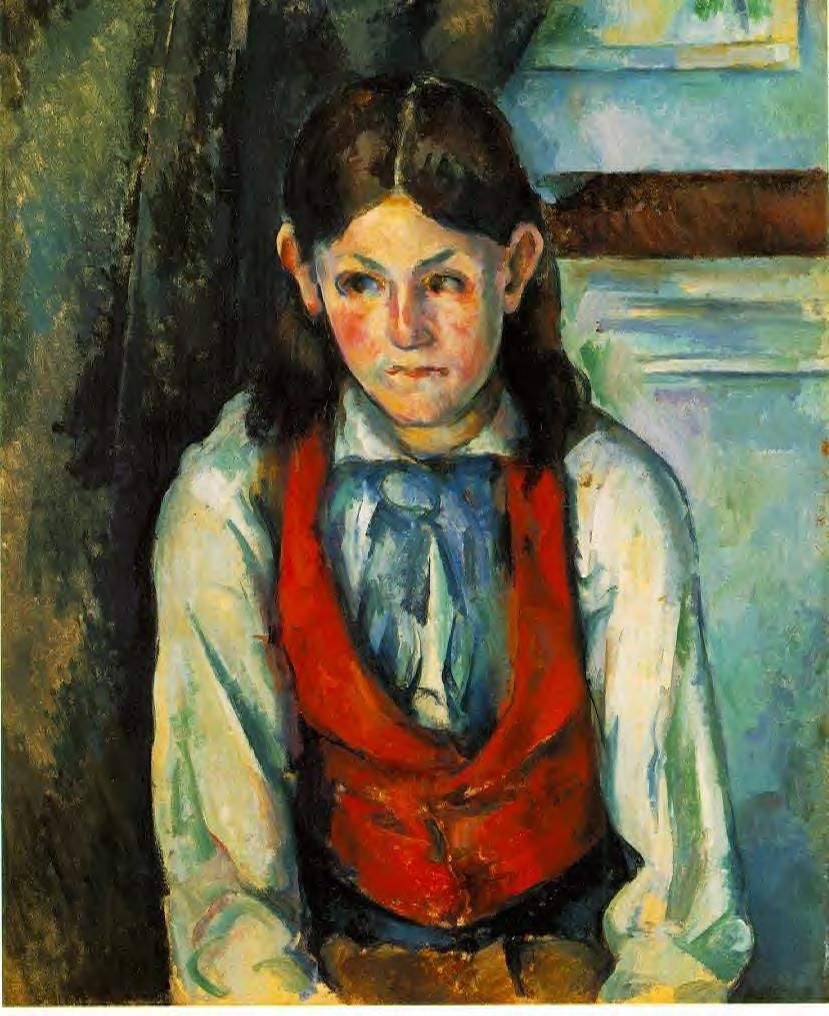
Paul Cezanne: Niño con chaleco rojo
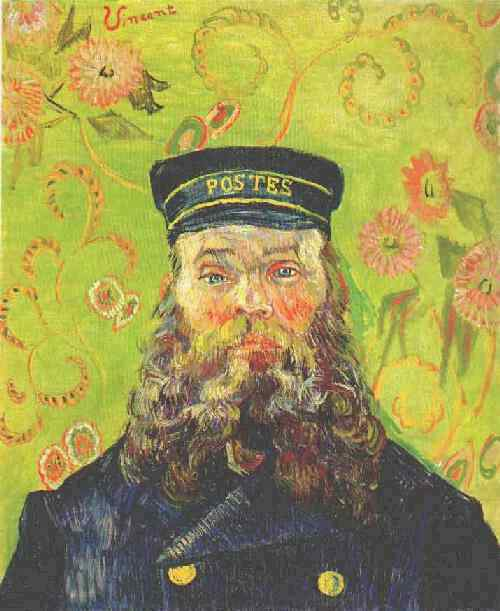
Vincent van Gogh: El cartero Joseph Roulin
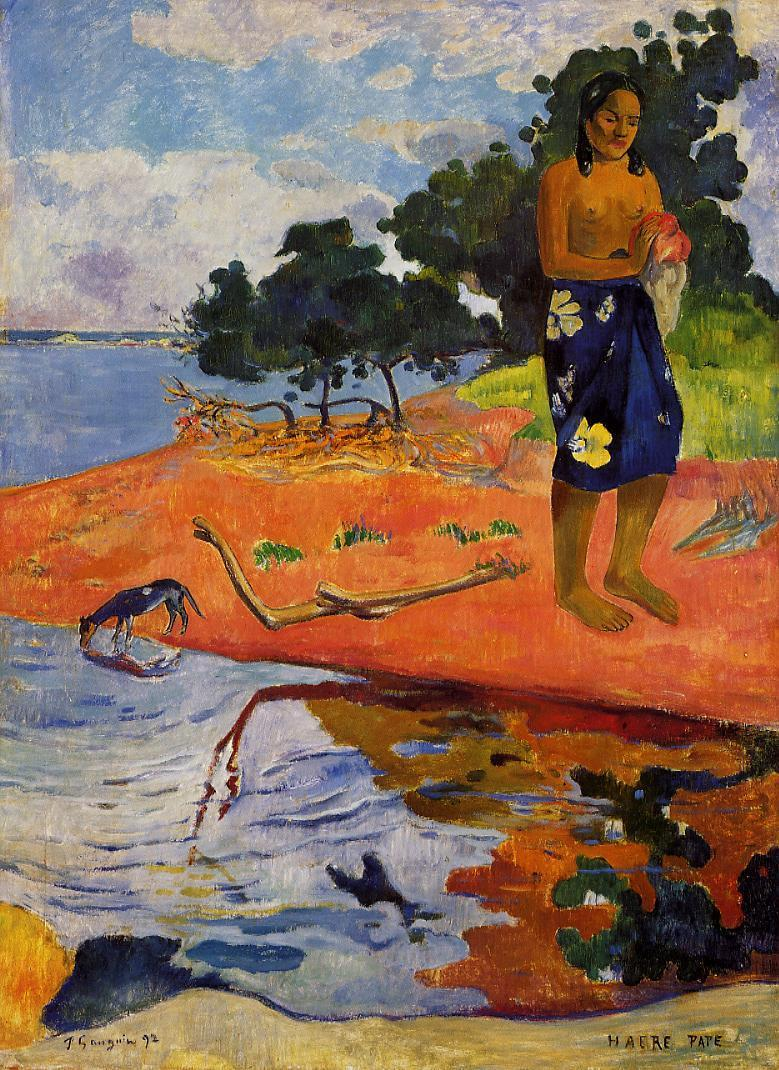
Paul Gauguin: Haere Pape
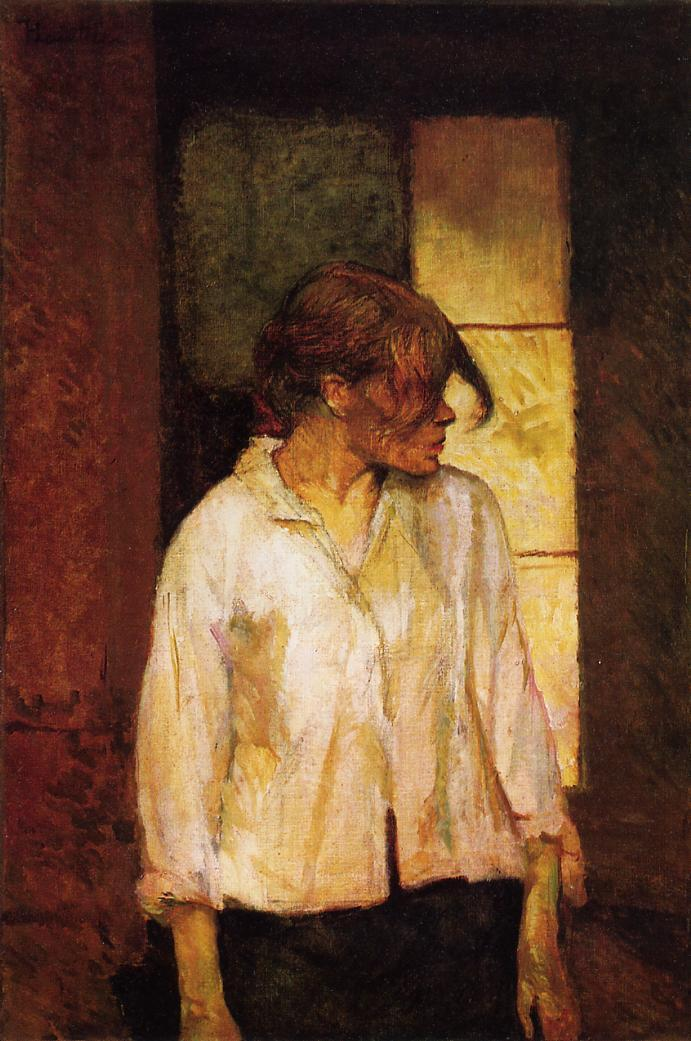
Henri de Toulouse Lautrec: A Montrouge – Rosa la Rouge
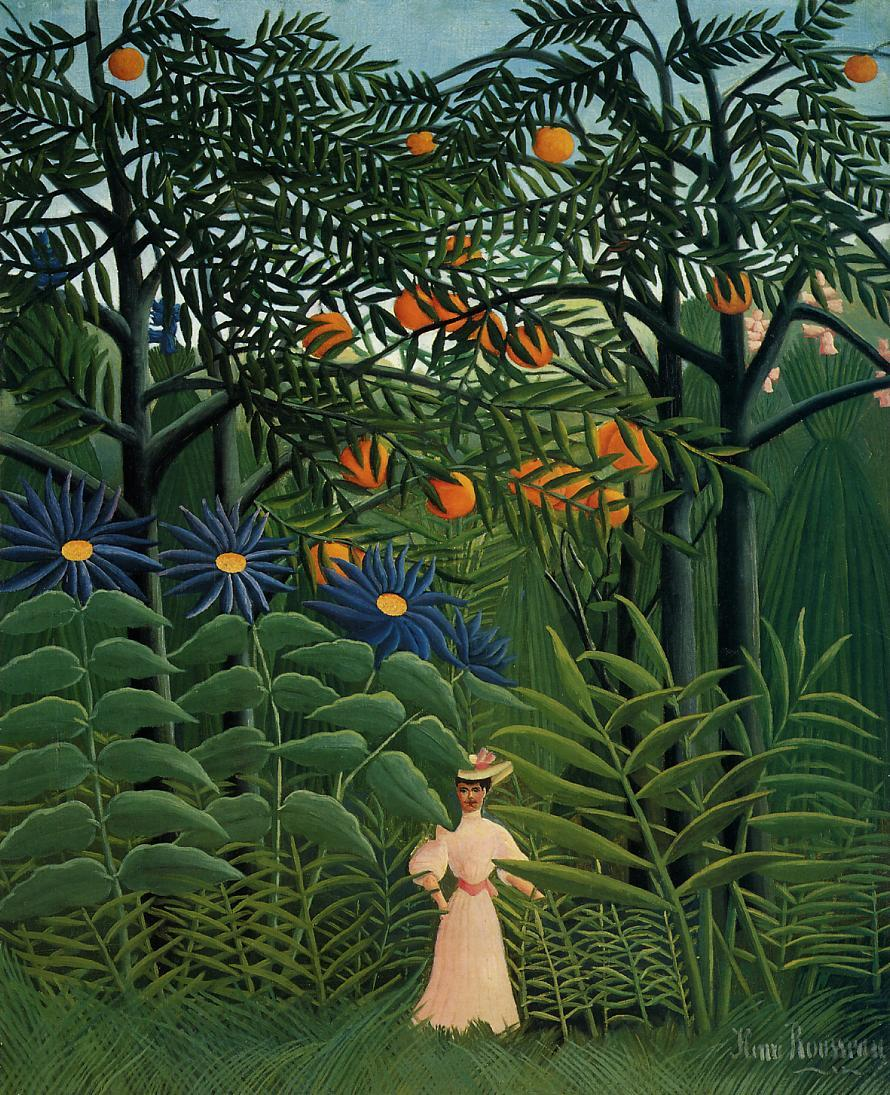
Henri Rousseau: Mujer en la selva
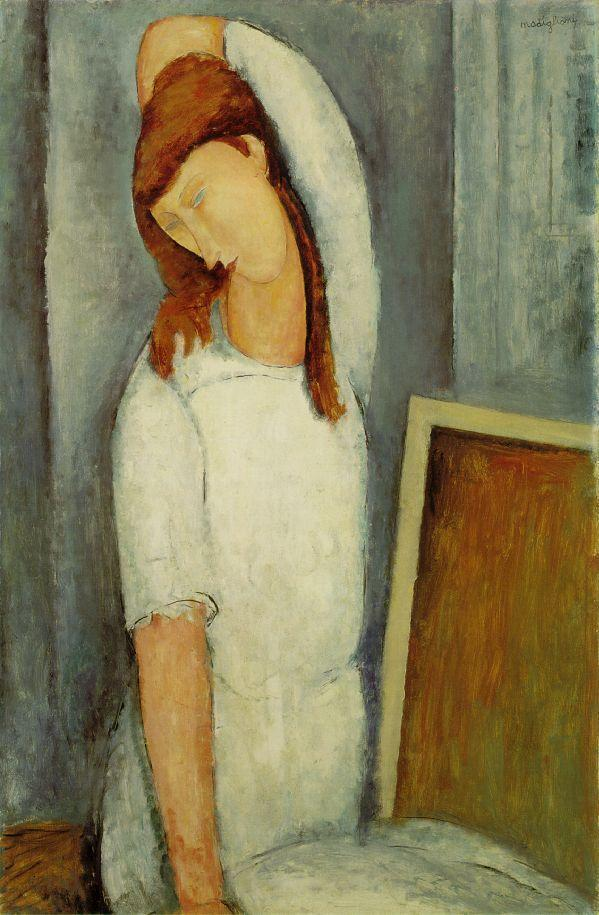
Amedeo Modigliani: Jeanne Hébuterne
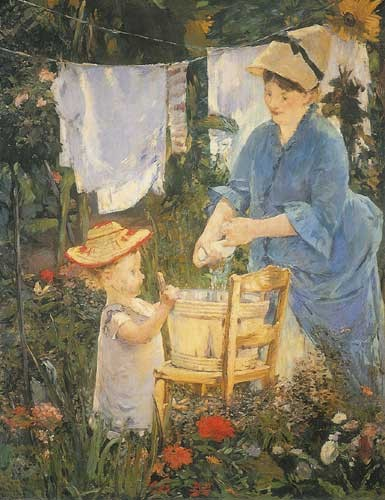
Édouard Manet: Lavandería
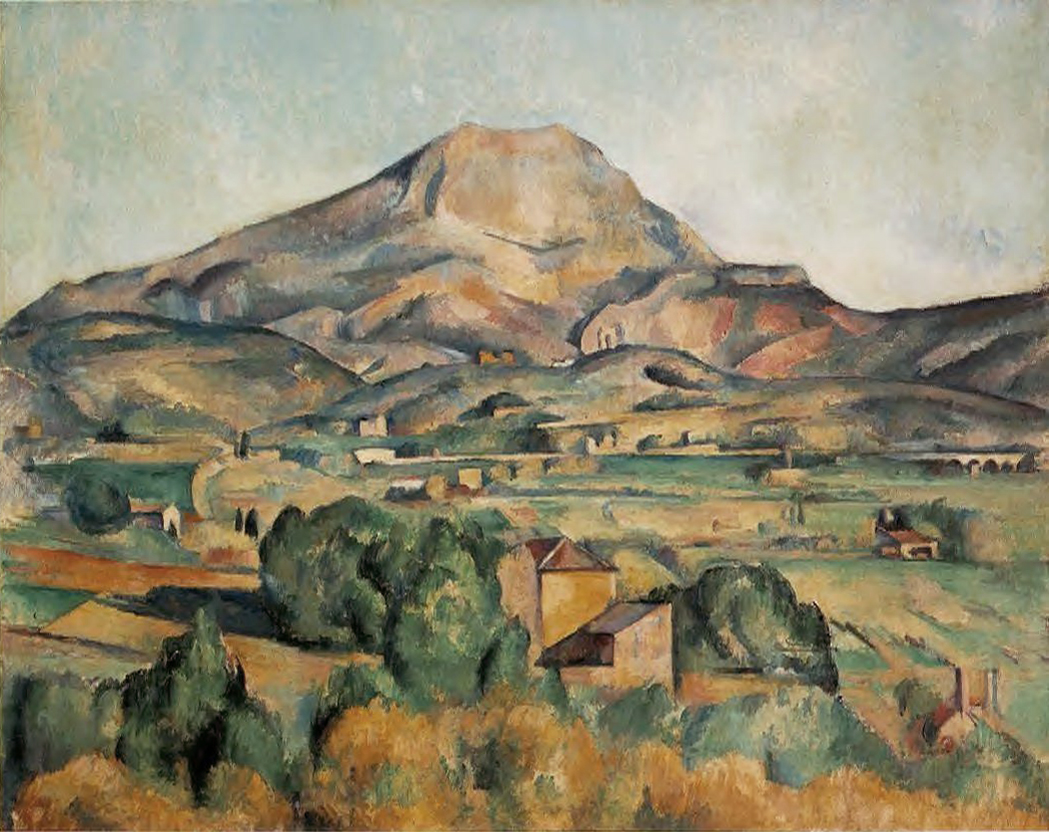
Paul Cézanne: La montaña Sainte-Victoire vista desde Bellevue (1885-95
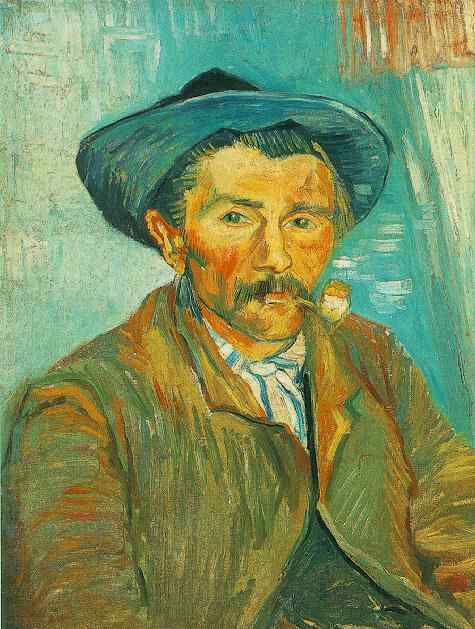
Vincent van Gogh: El fumador (1888)
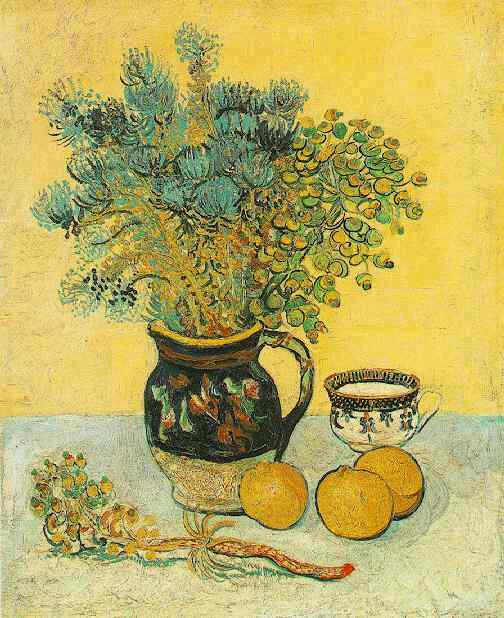
Vincent van Gogh: Bodegón de mayólica con flores silvestres (1888)

## Vida, muerte y legado posterior
Barnes y su esposa Laura compraron una propiedad del siglo XVIII en el municipio de Pikeland, Pensilvania, y la llamaron "Ker-Feal" (en bretón, "Casa fidedigna") inspirándose en el nombre de su perro favorito. Barnes había traído el perro de Bretaña durante un viaje de compra de arte en Francia. Barnes murió el 24 de julio de 1951, en un accidente de automóvil. Conduciendo desde "Ker-Feal" hacia Merion, no se detuvo en una señal de stop y fue golpeado de costado por un camión cerca de Phoenixville. Murió al instante.
Barnes escribió varios libros que explicaron su teoría de la estética del arte: sobre el arte de la pintura, el francés primitivo y sus formas, el arte de Renoir, el arte de Henri-Matisse, el arte de Cézanne. Los cuatro últimos libros fueron escritos junto con su ayudante Violette de Mazia, quien siguió cuidando la Colección Barnes cuando él falleció. Barnes fue coautor de arte y educación con Dewey, Buermeyer, Mullen y De Mazia.
Habiendo visto al Museo de arte de Filadelfia tomar el control de la colección de su abogado, John Johnson, Barnes trató de evitar que lo mismo le ocurriera a su colección. El contrato de fideicomiso de la Fundación y otros documentos hicieron que la Fundación Barnes siguiera siendo una institución educativa, no un museo turístico, que se abría al público general sólo dos o tres días de la semana. Su colección de arte, además, nunca podría ser cedida o vendida; debía quedarse en las paredes de la Fundación en los lugares exactos donde estaban en el momento de su muerte. Después de un largo caso judicial, la Colección Barnes se trasladó de Merion inferior a un nuevo museo público de Filadelfia, cerca del Museo de arte de Filadelfia, un establecimiento que Barnes detestaba.
La película documental El arte de robar cuenta la historia de la Colección de Barnes y los desafíos legales a su permanencia en Lower Merion.

## Relación con Bertrand Russell
Barnes fue responsable de rescatar financieramente al distinguido filósofo Bertrand Russell en la década de 1940. Russell estaba viviendo en las montañas de Sierra Nevada en el verano de 1940, corto de dinero y no obtenía ingresos del periodismo o la enseñanza. Barnes, quien había sido rechazado por la Universidad de Pensilvania y el Museo de arte de Filadelfia, se había impresionado por las batallas de Russell con el estado y Russell fue invitado a enseñar filosofía en su fundación. Russell invitó a Barnes a su cabaña en el lago Tahoe y logró un contrato para enseñar durante cinco años en un sueldo de 6000 dólares, cifra posteriormente elevada a 8000 dólares a fin de que Russell podría renunciar a sus otras funciones de enseñanza. Russell fue contratado para dar una Conferencia a la semana de la historia de la filosofía occidental, que más tarde se convirtió en la base de su libro Historia de la filosofía occidental.
Los dos se enemistaron después de que Barnes fue ofendido por el comportamiento al parecer snob de la esposa de Russell, Patricia, quien insistió en llamarse a sí misma 'Lady Russell". Barnes escribió a Russell, diciendo "cuando dedica a enseñar que no obliga a soportar para siempre las propensiones y problemas de decisiones de su esposa' y buscó excusas para despedir a Russell. En 1942, cuando Russell aceptó dar conferencias semanales en la Escuela de Ciencias Sociales de Rand, Barnes lo destituyó por incumplimiento de contrato, alegando que la oferta de los 2000 dólares extra fue condicionada a su enseñanza exclusiva en la Fundación. Russell demandó por pérdida de 24 000 dólares el importe adeudado para los restantes tres años de contrato y en agosto de 1943 recibió 20 000 dólares –el importe debido menos 4000 dólares–, que el Tribunal espera que Russell iba a ganar por las conferencias para los restantes tres años.